# 障害者支援施設
障害者支援施設（しょうがいしゃしえんしせつ）とは、障害者の日常生活及び社会生活を総合的に支援するための法律（障害者総合支援法）第5条11項により「障害者につき、施設入所支援を行うとともに、施設入所支援以外の施設障害福祉サービスを行う施設」と規定されている施設である。具体的には、障害者に対し、夜間から早朝にかけては「施設入所支援」を提供するとともに、昼間は「生活介護」などの「昼のサービス（日中活動事業）」を行う、社会福祉施設である。市区町村に申請を行い利用する。

## 概要
基本的には、「施設入所支援」と呼ばれるサービスを提供する、入所型施設である。2006年の障害者自立支援法の施行による、身体障害・知的障害・精神障害・発達障害などのサービスの統合化によって誕生した種別である。多くは、旧知的障害者福祉法による「知的障害者更生施設（入所）」や旧身体障害者福祉法による「身体障害者療護施設」といった入所型施設から移行したものが大半である。その結果、「主な利用者は知的障害者」「主な利用者は身体障害者」と標榜していることが多く見られる。
施設のサービスは、昼のサービス（日中活動事業）と夜のサービス（居住支援事業）に分かれており、サービスの組み合わせを選択できる。事業を利用する際には、利用者一人一人の個別支援計画が作成され、利用目的にかなったサービスが提供される。例えば、常時介護が必要な方は、日中活動の生活介護と、住まいの場として施設入所支援を組み合わせて利用することができる。地域生活に移行した場合でも、日中は生活介護を利用し続けることができる。

### 昼のサービス（日中活動事業）
| 種類         | サービスを受ける主体                       | サービス内容                                                                             | 備考       |
| ------------ | ------------------------------------------ | ---------------------------------------------------------------------------------------- | ---------- |
| 生活介護     | 常時介護を要する障害者                     | 障害者支援施設などで行われる入浴・排せつ・食事の介護、創作的活動・生産活動の機会など     | 介護給付   |
| 自立訓練     | 障害者                                     | 一定期間、自立した日常生活・社会生活を営むための、身体機能・生活能力向上に必要な訓練など | 訓練等給付 |
| 就労移行支援 | 就労を希望する障害者                       | 一定期間、生産活動などの機会提供を通じた、就労に必要な知識・能力を向上させる訓練など     | 訓練等給付 |
| 就労継続支援 | 通常の事業所に雇用されることが困難な障害者 | 就労機会を提供 生産活動などの機会の提供を通じた、知識・能力を向上させる訓練など          | 訓練等給付 |

これらのサービスを複数組み合わせて提供する施設も多い。人員と設備の基準は、それぞれのサービスごとに決められている。施設の名称からサービスを判断することは難しいので、必要な支援やサービスを知ることが施設選びには重要になる。

### 夜のサービス（居住支援事業）
| 種類         | サービスを受ける主体 | サービス内容                 | 備考     |
| ------------ | -------------------- | ---------------------------- | -------- |
| 施設入所支援 | 施設入所障害者       | 入浴・排せつ・食事の介護など | 介護給付 |

障害者支援施設以外で提供される夜のサービスには、「共同生活介護（ケアホーム）」「共同生活援助（グループホーム）」「福祉ホーム」などがある。

### 利用方法
障害福祉サービスとして、市区町村の障害福祉担当窓口に申し込む。日常生活の介護支援を行う「介護給付」と自立生活や就労を目指す人を支援する「訓練等給付」で申請から利用までの流れが異なる。